# Liza Minnelli
Liza May Minnelli (pronuncia [ˈlaɪzə mɪˈnɛlɪ]) (Los Angeles, 12 marzo 1946) è un'attrice, cantante e ballerina statunitense.
Celebre cantante ed attrice, la Minnelli è tra un ristretto gruppo di artisti che hanno vinto tutti e quattro i premi principali dello showbusiness statunitense soprannominato EGOT, dalle iniziali dei nomi dei premi: Emmy, Grammy, Oscar e Tony Award.

## Biografia

### Esordi
È figlia di Judy Garland e di Vincente Minnelli. Suo padrino è Ira Gershwin. Di origini italiane da parte del padre, la cui famiglia era originaria di Palermo in Sicilia, nel 1949 appare per la prima volta sullo schermo nella scena finale del film I fidanzati sconosciuti, in braccio alla madre Judy e accanto al coprotagonista Van Johnson. Dopo il divorzio dei genitori, Liza resta affidata alla madre, grazie alla quale inizia a muovere i primi passi sul palcoscenico e ad affinare la propria voce. Frequenta la gioventù dorata del mondo dello spettacolo (dall'infanzia è rimasta amica di Mia Farrow, Candice Bergen, Natalie Cole, Marvin Hamlisch, Barbra Streisand e altri) ma comincia anche a dover affrontare la situazione della pesante dipendenza della madre da droghe e alcool, prendendosi cura dei due fratellastri più piccoli (Lorna e Joe Luft), e talvolta della stessa madre.

## Carriera

### Teatro
Nel 1961, la Minnelli inizia a frequentare il Cape Cod Melody Tent di Hyannis, teatro tenda del Massachusetts. Nello stesso anno fa il suo debutto in teatro nel coro del musical Flower Drum Song e interpreta la parte di Muriel in Take Me Along. Inizia ad esibirsi professionalmente all'età di 17 anni nel 1963 nel musical Best Foot Forward, per il quale riceve il Theatre World Award. Lo spettacolo resterà con successo in cartellone per ben sei mesi.
L'anno seguente si esibisce con sua madre in un concerto al London Palladium. La performance delle due artiste è accolta trionfalmente e viene registrata su disco; in quell'occasione Liza incontra Peter Allen, un cantautore australiano che la stessa Garland lancia nel mondo dello spettacolo, e che nel 1967 diventa il suo primo marito. Nel 1965, a soli diciannove anni, vince un Tony Award per la sua interpretazione nel musical Flora, the Red Menace a Broadway. 
Per tutti gli anni sessanta e nei decenni successivi prenderà parte a musical di grande successo quali Carnival! e Time Out For Ginger (1964), The Pajama Game (1966).
Nel 1975 sostituisce per un certo periodo Gwen Verdon nel celebre musical Chicago, e recita ancora in The Act (1976) che le frutta il suo secondo Tony Award, The Rink (1984), Lettere d'amore (1994) e Victor/Victoria (1997).
Numerosi inoltre sono gli special teatrali in cui si produce in memorabili performance canore e di ballo come Liza (1974), Minnelli on Minnelli: Live at the Palace (1999) e Liza's at The Palace... (2008) che le frutta il suo terzo Tony.

### Cinema
La sua prima apparizione cinematografica in assoluto avviene nel 1949 all'interno del film I fidanzati sconosciuti, dove a soli tre anni è presente nella scena finale mentre cammina con sua madre. Nel 1954 è nella commedia 12 metri d'amore, ma le sue scene vengono tagliate al montaggio.
Nel 1968 è nel film La strana coppia ma anche in questo caso le sue scene vengono eliminate al montaggio. Debutta con un ruolo vero e proprio nel film L'errore di vivere diretto ed interpretato da Albert Finney e nel 1969 viene già nominata all'Oscar per la sua interpretazione nel film Pookie.
Dopo aver interpretato nel 1970 un eccentrico personaggio in Dimmi che mi ami, Junie Moon, nel 1972 viene scelta per l'interpretazione di Sally Bowles, ballerina di cabaret nel celebre musical Cabaret di Bob Fosse, in cui lancia canzoni come Cabaret e Money, Money, Money. Per questo ruolo ottiene il premio Oscar, nel 1973, quale miglior attrice protagonista, un Golden Globe, un BAFTA ed un David di Donatello.
.

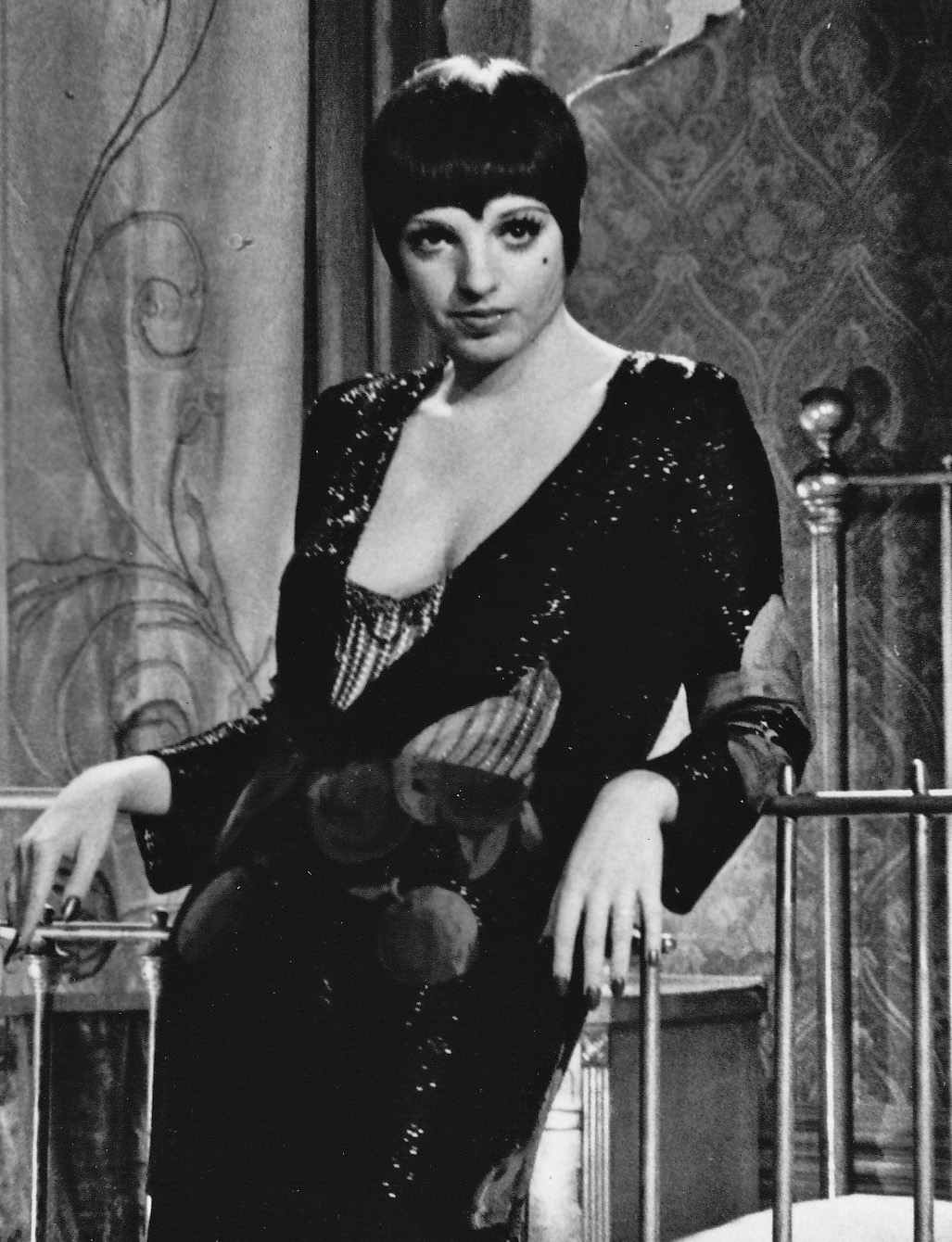
Liza Minnelli sul set del film Cabaret (1972)

In seguito appare nei film C'era una volta Hollywood (1974), opera antologica sulla storia dei grandi musical della MGM, In tre sul Lucky Lady (1975), commedia con Gene Hackman e Burt Reynolds che però non ottenne successo, L'ultima follia di Mel Brooks (in un ruolo cameo), e in Nina, ultima regia del padre Vincente Minnelli.
Nel 1977 è romantica cantante di jazz innamorata di un musicista scorbutico (interpretato da Robert De Niro) in New York, New York di Martin Scorsese, in cui lancia l'indimenticabile canzone che dà il titolo al film. Il musical, pur non essendo un grande successo al botteghino, è stato rivalutato negli anni.
Negli anni ottanta la Minnelli continua a dare apprezzate interpretazioni sullo schermo, come in Arturo (1981), Re per una notte (anche se le sue scene vennero tagliate al montaggio), I Muppet alla conquista di Broadway (1984), e appare nelle fallimentari commedie Poliziotto in affitto (1987) e Arturo 2: On the Rocks (1988).
Negli anni successivi dirada le sue partecipazioni cinematografiche apparendo in pochi film: A scuola di ballo (1991), Prima o poi s...vengo! (2006), Sex and the City 2 (2010), dove la si vede ballare sulle note di Single Ladies.
Nel 2024 è apparsa nel documentario incentrato sulla sua vita, Liza: A Truly Terrific Absolutely True Story, presentato al Sundance Film Festival.

### Musica
All'età di 19 anni la Minnelli debutta come cantante di nightclub allo Shoreham Hotel di Washington, D.C. Nello stesso anno inizia ad esibirsi in altri club e sul palco a Las Vegas, Los Angeles, Chicago, Miami e New York City. Il suo successo come artista dal vivo l'ha portata a registrare diversi album discografici, alcuni dei quali tratti dai suoi film, altri dai suoi concerti dal vivo e in teatro. Per la Capitol Records incide i suoi primi tre album, Liza! Liza!, It Amazes Me e There Is a Time. Nel 1968 passa alla A&M Records per la quale incide gli album Liza Minnelli, Come Saturday Morning e  New Feelin'. Nel 1973 passa alla Columbia Records per la quale incide gli album Liza Minnelli e Tropical Nights.
Nel 1989 decide di imprimere una svolta pop al suo sound collaborando con i Pet Shop Boys che producono l'album Results da cui vengono estratti i singoli Losing my mind, Don't Drop Bombs, So Sorry, I Said e Love pains, che ottengono un ottimo riscontro in classifica specialmente in Inghilterra, dove il primo raggiunge la sesta posizione diventando una delle sue più grandi hit.
Moltissimi sono gli album di colonne sonore cinematografiche e teatrali da lei interpretati. Tra le sue canzoni più celebri si annoverano Maybe this time, Money Money e Cabaret, tratte dal musical omonimo, Theme from New York, New York, che diventa la sua canzone-simbolo e  Liza with a "Z".
Nel 1990 riceve il Grammy Legend Award che la fa entrare nel gruppo degli EGOT.
Duetta con grandi artisti come Frank Sinatra Charles Aznavour e alla fine degli anni ottanta compie tournée per il mondo. Nel 1992 viene invitata come ospite d'onore dai restanti Queen al Freddie Mercury Tribute Concert, dove chiude il grande concerto cantando la celeberrima We Are the Champions, inizialmente da sola per poi concludere accompagnata da tutti gli illustri ospiti dell'evento.
Nel 1996 incide l'album Gently che include anche un duetto con Donna Summer.
Nel 2001 ha partecipato allo spettacolo indetto per il trentesimo anniversario della carriera di Michael Jackson, cantando You Are Not Alone.
Nel 2010 incide quello che è a tutt'oggi il suo ultimo album in studio, Confessions.
Nel luglio 2011 si esibisce all'Arena Santa Giuliana di Perugia in occasione dell'Umbria Jazz ed al Summer Festival a Lucca. Il 9 maggio 2014 partecipa come guest star al concerto di Cher Dressed ti Kill Tour, svoltosi a Brooklyn, cantando Girls Just Want to Have Fun, insieme a Cyndi Lauper e Rosie O'Donnell.

### Televisione
Durante gli anni cinquanta la Minnelli appare come ospite bambina nello show di Art Linkletter e canta e balla con Gene Kelly nel suo primo special televisivo nel 1959. È guest star in un episodio di Ben Casey e ospite frequente nei talk show dell'epoca, tra cui numerose apparizioni in programmi condotti da Jack Paar, Merv Griffin, Mike Douglas, Joe Franklin, Dinah Shore e Johnny Carson. Durante gli anni sessanta fa diverse apparizioni come ospite nel Rowan & Martin's Laugh-In e in altri programmi di varietà come The Ed Sullivan Show, The Hollywood Palace e The Judy Garland Show.
Nel 1964 fa il suo debutto come attrice televisiva in un episodio della serie Mr. Broadway e l'anno successivo nello speciale natalizio The Dangerous Christmas of Red Riding Hood sorta di parodia in musical di Cappuccetto Rosso.
Nel 1970 realizza il suo primo special televisivo dal titolo Liza e due anni più tardi in Liza with a "Z": A Concert for Television diretto da Bob Fosse che le fa vincere un premio Emmy.
Nel 1974 realizza uno special tv in coppia con Charles Aznavour dal titolo Love from A to Z. Nel 1979 prende parte ad un episodio del Muppet Show e l'anno successivo in coppia con Goldie Hawn realizza lo special Goldie and Liza Together. Nello stesso anno realizza un nuovo special dal titolo An Evening with Liza Minnelli e appare come guest star nello special Baryshnikov on Broadway.
Nel 1984 appare in un episodio della serie Nel regno delle fiabe e l'anno successivo conquista il Golden Globe grazie al film tv Senza domani. Nel 1988 recita nel film tv Sam Found Out: A Triple Play, dove interpreta tre personaggi diversi.
Nel 1992 la televisione amewricana trasmette Liza Minnelli Live from Radio City Music Hall, che riceve sei nomination agli Emmy Award.
Nel 1994 appare nel film tv corale Parallel Lives e l'anno successivo in A tempo di valzer, dove recita con Shirley MacLaine e Kathy Bates.
Nel 1999 partecipa con un ruolo cameo al film tv Jackie's Back!.
Dal 2003 al 2006 partecipa come guest star alla serie televisiva di successo Arrested Development - Ti presento i miei.
Negli anni duemila ha preso parte alle serie Law & Order: Criminal Intent (2006), Drop Dead Diva (2009) e Smash (2013).
Il 27 marzo 2022 fa una breve apparizione alla 94ª notte degli Oscar, costretta in sedia a rotelle a causa dei problemi di salute che la affliggono da anni, e, accompagnata da Lady Gaga, annuncia la vittoria di CODA - I segni del cuore come miglior film.

## Vita privata
La Minnelli ha sofferto a lungo di alcolismo ed è stata dipendente da farmaci, originati da una prescrizione di Valium dopo la morte di sua madre. Il suo uso di droghe ricreative negli anni '70 è stato notato da Andy Warhol, che in un diario del 1978 ha riportato che Minnelli arrivò a casa di Halston e implorò l'ospite di "Darle tutte le droghe che avesse" Insieme a Warhol e Bianca Jagger, Minnelli fece frequenti apparizioni nei nightclub di New York City alla fine degli anni '70, incluso lo Studio 54. Minnelli lasciò il suo musical del 1984 The Rink per entrare nella clinica di disintossicazione Betty Ford
Dopo un grave caso di encefalite virale nel 2000, i dottori predissero che Minnelli avrebbe trascorso il resto della sua vita su una sedia a rotelle e forse non sarebbe più stata in grado di parlare. Tuttavia, prendendo lezioni di canto e danza ogni giorno (specialmente con Sam Harris, Luigi Faccuito, Ron Lewis e Angela Bacari), riuscì a riprendersi. Apparve in una puntata del 19 settembre 2001 del The Rosie O'Donnell Show, degna di nota perché fu il primo spettacolo di Rosie a tornare dopo gli attacchi dell'11 settembre. Nonostante si fosse sottoposta a un intervento chirurgico vocale poco prima, cantò la sua canzone simbolo, "New York, New York", e ricevette un'ovazione entusiastica. Tornò anche sul palco nel 2001 quando l'amico di lunga data Michael Jackson le chiese di esibirsi al Madison Square Garden di New York City, dove cantò "Never Never Land" e "You Are Not Alone" al concerto Michael Jackson: 30th Anniversary Special prodotto dal futuro marito David Gest. Minnelli ha detto ai giornalisti: "Sono stabile come un tavolo."
Minnelli si è sposata e ha divorziato quattro volte. Il suo primo matrimonio è stato con l'intrattenitore Peter Allen il 3 marzo 1967. Allen, nato in Australia, era il protetto di Judy Garland a metà degli anni '60. Minnelli e Allen hanno concordato una separazione di prova il 9 aprile 1970. Il loro divorzio è stato finalizzato il 24 luglio 1974. Minnelli ha detto in un'intervista al The Advocate nel settembre 1996: "Ho sposato Peter, e lui non mi ha detto che era gay. Lo sapevano tutti tranne me. E ho scoperto ... beh, lascia che la metta così: non sorprenderò mai nessuno che torna a casa finché vivo. Chiamo prima!"
Dopo la sua separazione da Allen, Minnelli si è fidanzata con l'attore Desi Arnaz Jr. e in seguito con Peter Sellers
Minnelli sposò Jack Haley Jr., un produttore e regista, il 15 settembre 1974, divorziarono nell'aprile 1979
Minnelli fu sposata con Mark Gero, uno scultore e direttore di scena, dal 4 dicembre 1979 fino al loro divorzio nel gennaio 1992
Minnelli fu sposata con David Gest, un promotore di concerti, dal 16 marzo 2002 fino alla loro separazione nel luglio 2003 e al divorzio nell'aprile 2007
Il matrimonio vantava oltre 1200 invitati alla Marble Collegiate Church di Manhattan, con Michael Jackson come testimone, Elizabeth Taylor come damigella d'onore e una festa nuziale che includeva Mia Farrow, Gina Lollobrigida, Petula Clark, Mya e Janet Leigh tra gli altri. Gest era presumibilmente gay, così come il suo primo marito. In una causa del 2003, Gest affermò che Minnelli lo picchiava in furie indotte dall'alcol durante il loro matrimonio. Minnelli negò le accuse, sostenendo che Gest era solo interessato ai suoi soldi. La causa fu archiviata nel settembre 2006 per mancanza di una reale motivazione processabile
Ebbe anche relazioni con Rock Brynner (figlio di Yul Brynner), Mikhail Baryshnikov, Billy Stritch e il regista Martin Scorsese La sua stretta amicizia con il cantante pop francese Charles Aznavour fu descritta da Aznavour come "più che amici e meno che amanti"
Minnelli non ha figli nonostante i numerosi tentativi; una gravidanza le ha lasciato un'ernia iatale a causa delle misure mediche adottate per cercare di salvare il bambino

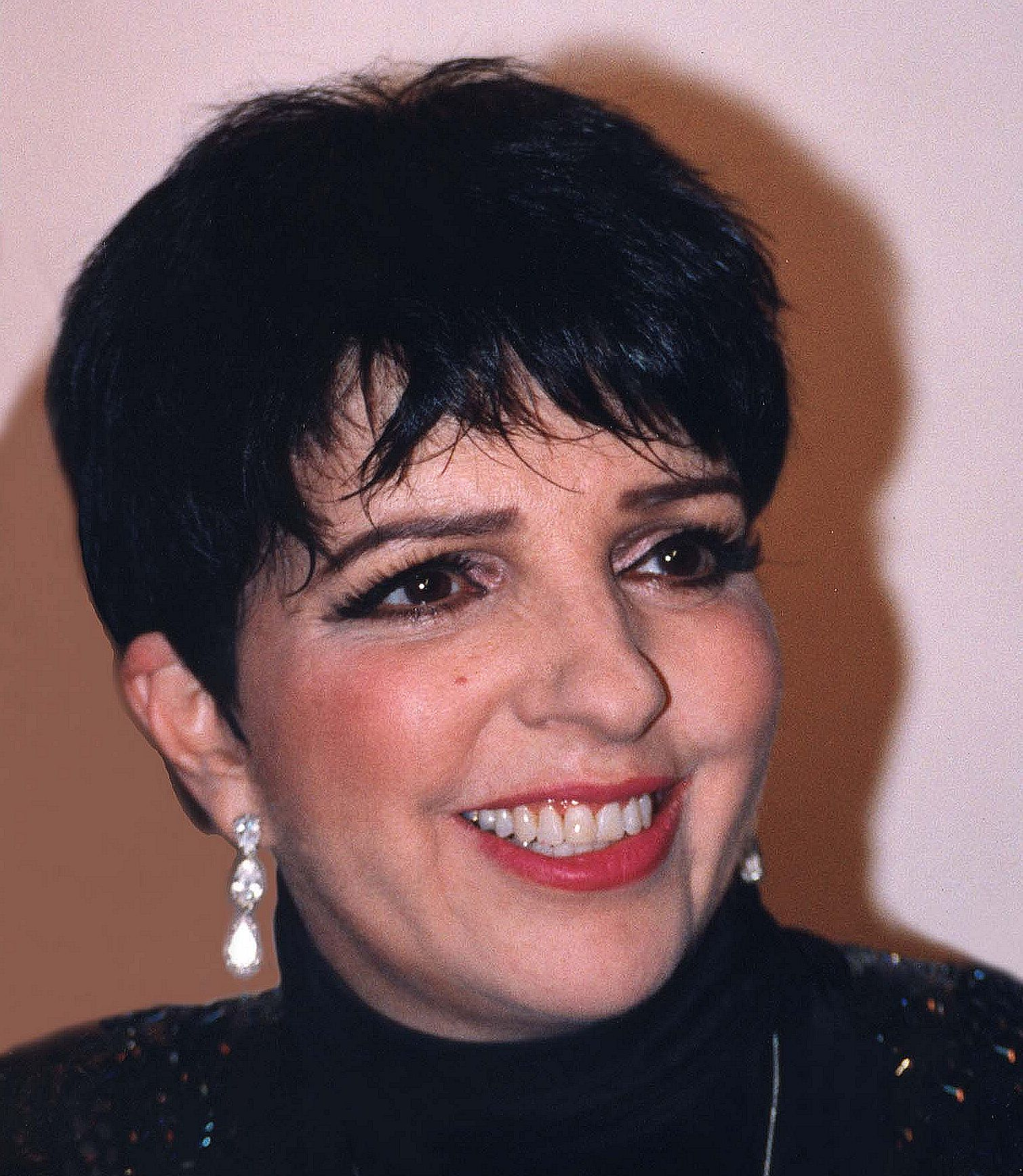
Liza Minnelli nel 1997

## Filmografia

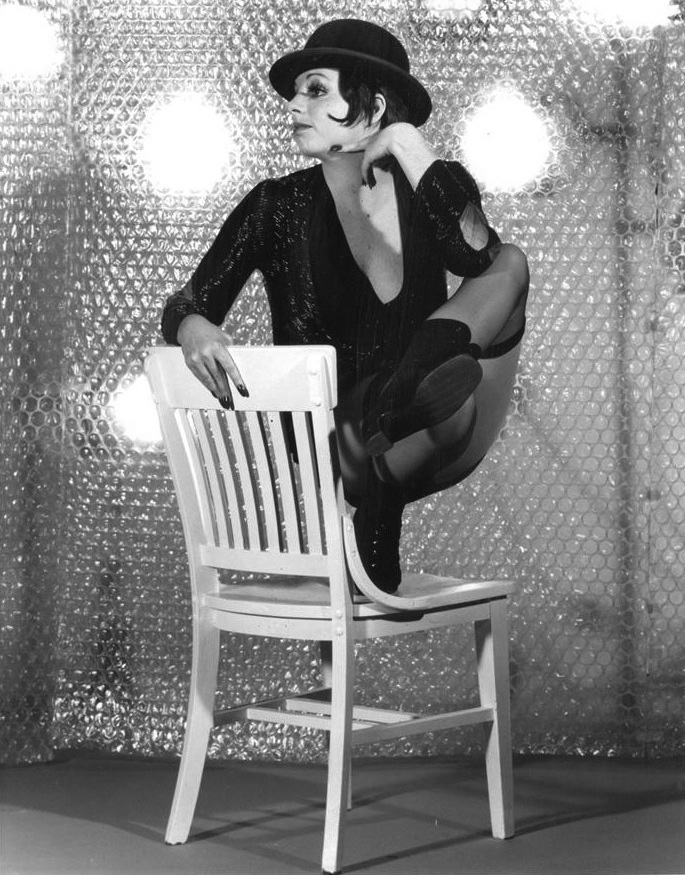
Liza Minnelli durante uno speciale televisivo nel 1973

### Cinema
- I fidanzati sconosciuti (In The Good Old Summertime), regia di Robert Z. Leonard e Buster Keaton (1949) - non accreditata
- 12 metri d'amore (The Long Long Trailer), regia di Vincente Minnelli (1954) - scene tagliate
- L'errore di vivere (Charlie Bubbles), regia di Albert Finney (1968)
- La strana coppia (The Odd Couple), regia di Gene Michael Saks (1968) - scene tagliate
- Pookie (The Sterile Cuckoo), regia di Alan J. Pakula (1969)
- Dimmi che mi ami, Junie Moon (Tell Me That You Love Me, Junie Moon), regia di Otto Ludwig Preminger (1970)
- Cabaret, regia di Bob Fosse (1972)
- C'era una volta Hollywood (That's Entertainment!), regia di Jack Haley Jr. (1974)
- In tre sul Lucky Lady (Lucky Lady), regia di Stanley Donen (1975)
- L'ultima follia di Mel Brooks (Silent Movie), regia di Mel Brooks (1976)
- Nina, regia di Vincente Minnelli (1976)
- New York New York, regia di Martin Scorsese (1977)
- Arturo (Arthur), regia di Steve Gordon (1981)
- Re per una notte (The King of Comedy), regia di Martin Scorsese (1983) - scene tagliate, appare solo nei titoli
- I Muppet alla conquista di Broadway (The Muppets Take Manhattan), regia di Frank Oz (1984)
- Questo è ballare! (That's Dancing!), regia di Jack Haley Jr. (1985)
- Poliziotto in affitto (Rent-a-Cop), regia di Jerry London (1987)
- Arturo 2: On the Rocks (Arthur 2: On the Rocks), regia di Bud Yorkin (1988)
- A scuola di ballo (Stepping Out), regia di Lewis Gilbert (1991)
- Prima o poi s...vengo! (The Oh in Ohio), regia di Billy Kent (2006)
- Sex and the City 2, regia di Michael King (2010)
- Halston, regia di Frédéric Tcheng – documentario (2019)
- Liza: A Truly Terrific Absolutely True Story, regia di Bruce David Klein – documentario (2024)

### Televisione
- Ben Casey – serie TV, un episodio (1959)
- Mr. Broadway – serie TV, episodio 1x05 (1964)
- The Dangerous Christmas of Red Riding Hood – film TV (1965)
- That's life – serie TV, 1 episodio (1968)
- Muppet Show – serie TV, episodio 4x14 (1979)
- Nel regno delle fiabe (Fearie Tale Theatre) – serie TV, episodio 3x02 (1984)
- Senza domani (A Time to Live) – film TV (1985)
- Sam Found Out: A Triple Play – film TV (1988)
- Parallel Lives – film TV (1994)
- A tempo di valzer (The West Side Waltz) – film TV (1995)
- Jackie's Back! – film TV (1999)
- Arrested Development - Ti presento i miei (Arrested Development) – serie TV, 21 episodi (2003-2005; 2013)
- Law & Order: Criminal Intent – serie TV, episodio 6x06 (2006)
- Drop Dead Diva – serie TV, episodio 1x19 (2009)
- Smash – serie TV, episodio 2x10 (2013)

#### Apparizioni televisive
- Ford Star Jubilee (1956) - varietà televisivo, 1 episodio
- Hedda Hopper's Hollywood (1960) - varietà televisivo, 1 episodio
- The Judy Garland Show (1963) - varietà televisivo, 1 episodio
- Judy and Liza at the Palladium (1964) - concerto televisivo
- Woody Allen Looks at 1967 (1967) - special televisivo
- Liza (1970) - special televisivo
- Liza with a "Z": A Concert for Television (1972) - concerto televisivo
- Love from A to Z (1974) - concerto televisivo con Charles Aznavour
- Goldie and Liza Together (1980) - special televisivo con Goldie Hawn
- An Evening with Liza Minnelli (1980) - special televisivo
- Liza in London (1986) - concerto televisivo
- Minnelli on Minnelli: Liza Remembers Vincente – documentario (1987)
- Frank, Liza & Sammy: The Ultimate Event (1989) - concerto televisivo con Frank Sinatra e Sammy Davis Jr.
- Freddie Mercury Tribute Concert, regia di David Mallet (1992) - concerto televisivo
- Liza Live from Radio City Music Hall (1992) - concerto televisivo
- Liza and Friends: A Tribute to Sammy Davis Jr. (1993) - concerto televisivo
- Michael Jackson: 30th Anniversary Celebration (2001)

### Doppiatrice
- Ritorno a Oz (Journey Back to Oz), regia di Hal Sutherland (1972)

## Teatro
- Wish You Were Here, libretto di Arthur Kober e Joshua Logan, colonna sonora di Harold Rome, Cape Cod Melody Tent di Cape Cod (1961)
- Take Me Along, libretto di Joseph Stein e Robert Russell, colonna sonora di Bob Merrill, Cape Cod Melody Tent di Cape Cod (1961)
- Flower Drum Song, libretto di Oscar Hammerstein II e Joseph Fields, colonna sonora di Richard Rodgers, Cape Cod Melody Tent di Cape Cod (1961)
- Best Foot Forward, libretto di John Cecil Holm, colonna sonora di Hugh Martin e Ralph Blane, regia di Danny Daniels, Stage 73 dell'Off Broadway (1963)
- Carnival!, libretto di Michael Stewart, colonna sonora di Bob Merrill, regia di Rudy Tronto, Paper Mill Playhouse di Millburn (1964)
- Time Out For Ginger di Ronald Alexander, Bucks County Playhouse di New Hope (1964)
- The Fantasticks, libretto di Tom Jones, colonna sonora di Harvey Schmidt, regia di Word Baker (1964) – tour statunitense
- Flora, The Red Menace, libretto di Robert Russell e George Abbott, colonna sonora di John Kander, testi di Fred Ebb, regia di George Abbott, Alvin Theatre di Broadway (1965)
- The Pajama Game, libretto di George Abbott e Richard Bissell, colonna sonora di Richard Adler e Jerry Ross, regia di Gus Schirmer (1966) – tour statunitense
- Chicago, libretto di Bob Fosse e Fred Ebb, colonna sonora di John Kander, testi di Fred Ebb, regista di Bob Fosse, 46th Street Theatre di Broadway (1975)
- The Act, libretto di George Furth, colonna sonora di John Kander, testi di Fred Ebb, regia di Martin Scorsese, Majestic Theatre di Broadway (1976)
- The Rink, libretto di Terrence McNally, colonna sonora di John Kander, testi di Fred Ebb, regia di A. J. Antoon, Martin Beck Theatre di Broadway (1984)
- Lettere d'amore di A. R. Gurney, Coconut Grove Playhouse di Miami (1994)
- Victor/Victoria, libretto di Blake Edwards, colonna sonora di Frank Wildhorn e Henry Mancini, testi di Leslie Bricusse e Frank Wildhorn, regia di Blake Edwards, Marquis Theatre di Broadway (1997)

One woman shows
- Liza, presso il Winter Garden Theatre di Broadway (1974)
- Minnelli on Minnelli: Live at the Palace, presso il Palace Theatre di Broadway (1999)
- Liza's at The Palace..., presso il Palace Theatre di Broadway (2008)

## Discografia

### Album in studio
- 1964 – Liza! Liza!
- 1965 – It Amazes Me
- 1966 – There Is a Time
- 1967 – Liza Minnelli
- 1968 – Come Saturday Morning
- 1970 – New Feelin'
- 1973 – Liza Minnelli
- 1977 – Tropical Nights
- 1989 – Results
- 1996 – Gently
- 2010 – Confessions

### Colonne sonore
- 1963 – Best Foot Forward
- 1965 – Flora the Red Menace
- 1965 – The Dangerous Christmas of Red Riding Hood
- 1972 – Cabaret
- 1972 – Liza with a "Z": A Concert for Television
- 1975 – Lucky Lady
- 1976 – A Matter of Time
- 1977 – New York, New York
- 1978 – The Act
- 1984 – The Rink
- 1991 – Stepping Out
- 1995 – Music from The Life: A New Musical
- 2010 – Sex and the City 2

### Album dal vivo
- 1965 – "Live" at the London Palladium (con Judy Garland)
- 1972 – Live at the Olympia in Paris
- 1974 – Live at the Winter Garden
- 1981 – Live at Carnegie Hall
- 1987 – At Carnegie Hall
- 1992 – Live from Radio City Music Hall
- 1995 – Paris - Palais des Congrès (con Charles Aznavour)
- 2000 – Minnelli on Minnelli: Live at the Palace
- 2002 – Liza's Back
- 2009 – Liza's at The Palace....

### Singoli
- 1963 – You Are for Loving
- 1963 – One Summer Love
- 1963 – Day Dreaming
- 1965 – Shouldn't There Be Lightning
- 1965 – A Quiet Thing
- 1965 – Imprevu
- 1965 – Hello, Liza! Hello, Mama! (con Judy Garland)
- 1966 – I Who Have Nothing
- 1966 – Middle of the Street
- 1968 – Married / You'd Better Sit Down Kids
- 1970 – Love Story
- 1971 – (I Wonder Where My) Easy Rider's Gone
- 1972 – Frank Mills
- 1972 – Cabaret
- 1972 – Ring Them Bells
- 1972 – The Singer
- 1973 – Don't Let Me Be Lonely Tonight
- 1973 – Dancing in the Moonlight
- 1973 – I Believe in Music
- 1974 – More Than I Like You
- 1974 – That Feeling for Home
- 1974 – All That Jazz
- 1976 – Lucky Lady
- 1977 – Theme from New York, New York
- 1977 – But the World Goes 'Round
- 1989 – Losing My Mind (UK #6)
- 1989 – Don't Drop Bombs (UK #46)
- 1989 – So Sorry, I Said (UK #62)
- 1990 – Love Pains (UK #41)
- 1991 – Stepping Out
- 1993 – The Day After That
- 1996 – Does He Love You? (con Donna Summer)
- 2008 – Let's Make a Date (con Johnny Rodgers)
- 2013 – A Love Letter from the Times (con Christian Borle)

## Riconoscimenti
- Premio Oscar
  - 1970 – Candidatura alla miglior attrice per Pookie
  - 1973 – Miglior attrice per Cabaret
- Golden Globe
  - 1970 – Candidatura alla migliore attrice in un film drammatico per Pookie
  - 1973 – Migliore attrice in un film commedia o musicale per Cabaret
  - 1976 – Candidatura alla migliore attrice in un film commedia o musicale per In tre sul Lucky Lady
  - 1978 – Candidatura alla migliore attrice in un film commedia o musicale per New York, New York
  - 1982 – Candidatura alla migliore attrice in un film commedia o musicale per Arturo
  - 1986 – Miglior attrice in una mini-serie o film per la televisione per Senza domani
- BAFTA
  - 1971 – Candidatura alla migliore attore o attrice debuttante per Pookoe
  - 1973 – Migliore attrice protagonista per Cabaret
- Premio Emmy
  - 1974 – Candidatura alla miglior performance in un programma di varietà per A Royal Gala Variety Performance
  - 1974 – Miglior speciale di varietà per Liza with a Z
  - 1981 – Candidatura al miglior speciale di varietà per Goldie and Liza Together
  - 1988 – Candidatura al miglior speciale internazionale per Minnelli on Minnelli: Liza Remembers Vincente
  - 1993 – Miglior performance in un programma di varietà per Liza Minnelli: Live from Radio City Music Hall
- Grammy Award
  - 1990 – Grammy Legend Award
  - 1997 – Candidatura al miglior album di musica pop tradizionale per Gently
  - 2010 – Candidatura al miglior album di musica pop tradizionale per Liza's at the Palace...!
- Tony Award
  - 1965 – Miglior attrice protagonista in un musical per Flora The Red Menace
  - 1974 – Premio speciale per Liza at the Winter Gardern
  - 1978 – Miglior attrice protagonista in un musical per The Act
  - 1984 – Candidatura alla miglior attrice protagonista in un musical per The Rink
  - 2009 – Miglior evento teatrale per Liza's at The Palace...
- Screen Actors Guild Award
  - 2014 – Candidatura al miglior cast in una serie commedia per Arrested Development - Ti presento i miei

## Doppiatrici italiane
Nelle versioni in italiano dei suoi film, Liza Minelli è stata doppiata da:
- Rita Savagnone in Cabaret, In tre sul Lucky Lady, New York, New York, Arturo, Senza domani, Arturo 2: On the rocks, Arrested Development - Ti presento i miei, Drop Dead Diva
- Fiorella Betti in C'era una volta Hollywood
- Lorenza Biella in Nina
- Ada Maria Serra Zanetti in Muppet Show
- Monica Pariante in Law & Order - Criminal Intent
- Antonella Giannini in Prima o poi s...vengo!
- Paila Pavese in Sex and the City 2
- Domitilla D'Amico in Muppet Show (ridoppiaggio Disney+)

Da doppiatrice è sostituita da:
- Elisabetta Spinelli in Ritorno a Oz